# Ośrodek Narciarski Koziniec w Czarnej Górze
Ośrodek Narciarski Koziniec w Czarnej Górze – kompleks tras narciarskich położony na południowo-zachodnich zboczach góry Wierchowina (963 m n.p.m.) w Czarnej Górze w gminie Bukowina Tatrzańska w powiecie tatrzańskim. Stacja znajduje się na wysokości 780 m n.p.m. Ośrodki w tej wsi są często mylone z ośrodkiem Czarna Góra w masywie Śnieżnika.

## Wyciągi
W skład kompleksu wchodzą:
- (A) krzesełkowa 4-osobowa kolej linowa firmy Tatrapoma a.s. (Słowacja) o długości 650 m, różnicy wzniesień 130 m i przepustowości 2400 osób/godzinę (czas wjazdu – 6 minut),
- (B) wyciąg talerzykowy o długości 300 m, przewyższeniu 58 m i przepustowowści 680 osób na godzinę.

Łączna przepustowość wyciągów to 3080 osób na godzinę.

## Trasy
| Nazwa trasy | Trudność           | Start                                | Start                 | Meta                                 | Meta                  | Dłu- gość (m) | Prze- wyż- sze- nie (m) | Na- chy- le- nie (%) | Oś- wie- tle- nie | Sztucz- ne naśnie- żanie | Homologacja FIS | Homologacja FIS | Uwagi |
| Nazwa trasy | Trudność           | nazwa                                | wyso- kość (m n.p.m.) | nazwa                                | wyso- kość (m n.p.m.) | Dłu- gość (m) | Prze- wyż- sze- nie (m) | Na- chy- le- nie (%) | Oś- wie- tle- nie | Sztucz- ne naśnie- żanie | numer           | ważna do        | Uwagi |
| ----------- | ------------------ | ------------------------------------ | --------------------- | ------------------------------------ | --------------------- | ------------- | ----------------------- | -------------------- | ----------------- | ------------------------ | --------------- | --------------- | ----- |
| 1           | niebiesko-czerwona | górna stacja wyciągu krzesełkowego A |                       | dolna stacja wyciągu krzesełkowego A |                       | 900           | 130                     | 19                   | tak               | tak                      |                 |                 |       |
| 2           | niebieska          | górna stacja wyciągu krzesełkowego A |                       | dolna stacja wyciągu krzesełkowego A |                       | 1000          | 130                     | 13                   | tak               | tak                      |                 |                 |       |
| 3           | zielona            | górna stacja wyciągu orczykowego B   |                       | dolna stacja wyciągu orczykowego B   |                       | 300           | 58                      | 19                   | tak               | tak                      |                 |                 |       |

W sumie w ofercie znajduje się 2200 m tras zjazdowych o różnym stopniu trudności.
Trasy są naśnieżane przez armatki śnieżne i przygotowywane przez 2 ratraki, w tym jeden firmy PistenBully.

## Pozostała infrastruktura
Na terenie Ośrodka dostępne są:
- bezpłatny parking na 600 samochodów
- bezpłatne WC
- karczma o pojemności 500 osób
- snowpark
- trasa biegowa o długości 4 km
- wypożyczalnia sprzętu narciarskiego (sprzęt Blizzard) i serwis narciarski
- szkoła narciarska "Sportpromotion"
- ośla łączka – Zimowy Park Zabaw "Kubuś Ski"
- stoiska z lokalnymi wyrobami.

Noclegi dostępne są w prywatnych kwaterach w Czarnej Górze i innych pobliskich wsiach.

## Operator
Operatorem stacji jest spółka Czarna Góra – Koziniec sp. z o.o.

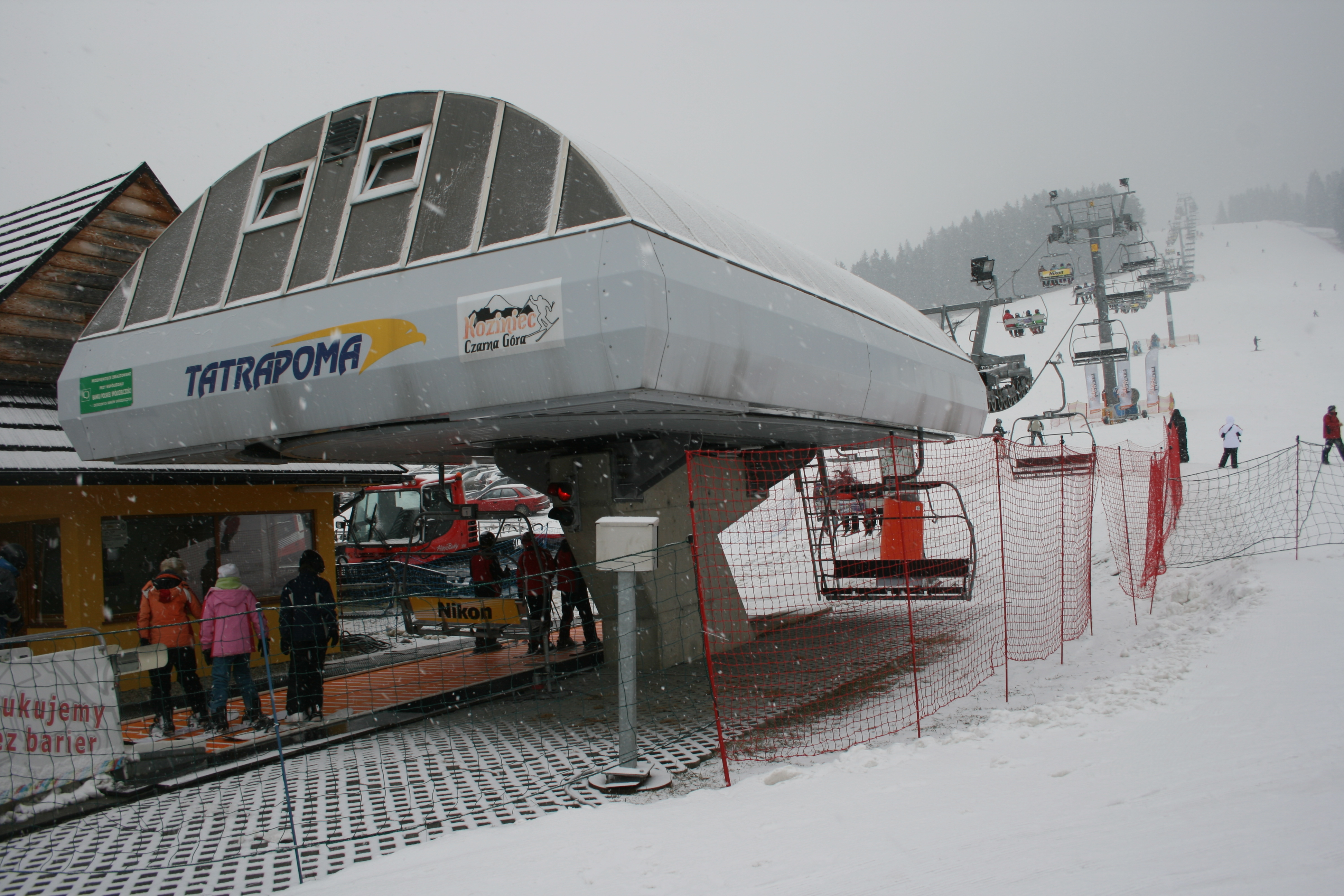
Dolna stacja wyciągu krzesełkowego i widok na trasy pod wyciągiem

## Historia
Ośrodek z wyciągiem krzesełkowym został uruchomiony 15 grudnia 2010 roku. W 2018 roku uruchomiono dwa nowe wyciągi orczykowe oraz dwa przenośniki taśmowe o długości 70 i 90 metrów.